# Cryptolacerta
Cryptolacerta – rodzaj jaszczurek z grupy Lacertibaenia żyjących w środkowym eocenie na terenach Europy. Rodzaj i gatunek typowy, Cryptolacerta hassiaca, zostały opisane w 2011 roku przez Johannesa Müllera i współpracowników w oparciu o niemal kompletny szkielet (SMF ME 2604) nieobejmujący jedynie tylnej części ogona. Skamieniałość tę odkryto w datowanych na lutet osadach w kopalni Messel w Hesji. Nazwa Cryptolacerta pochodzi od greckiego słowa κρυπτός, znaczącego „ukryta” – co odnosi się do prawdopodobnego trybu życia zwierzęcia – oraz łacińskiego lacerta („jaszczurka”). Epitet gatunkowy gatunku typowego, hassiaca, pochodzi od Hesji – kraju związkowego, na terenie którego odnaleziono szczątki Cryptolacerta.

## Budowa
Od czubka pyska do kloaki Cryptolacerta mierzyła około 7 cm długości. Miała masywną, silnie skostniałą akinetyczną czaszkę z lekko zakrzywionym ku dołowi pyskiem. Dach czaszki był intensywnie żłobiony, za życia pokryty dużymi, poprzecznie ułożonymi łuskami. Uzębienie było heterodontyczne: sześć zachowanych zębów przedszczękowych miało kształt niewielkich stożków, 11 zębów szczękowych stopniowo zwiększało swe rozmiary ku tyłowi – pierwsze dziesięć z nich miało korony z dwoma guzkami, natomiast ostatni był szerszy i bulwiasty. 14 zębów kości zębowej przypominało zęby kości szczękowej, jednak ostatni z nich nie miał większych rozmiarów.
Kręgosłup Cryptolacerta składa się z 29 przodowklęsłych kręgów przedogonowych, w tym siedmiu kręgów szyjnych i dwóch krzyżowych. Formuła palcowa wynosi prawdopodobnie 2-3-4-4/5?-3, co oznacza, że u Cryptolacerta nie doszło do redukcji żadnego z palców, jednak paliczki są zminiaturyzowane w stosunku do pozostałych kości kończyn.

## Systematyka
Według przeprowadzonej przez Müllera i współpracowników analizy filogenetycznej, wykorzystującej cechy morfologiczne oraz sekwencje genów jądrowych, Cryptolacerta należy do kladu Lacertibaenia, obejmującego jaszczurkowate (Lacertidae) i amfisbeny (Amphisbaenia), w którym zajmuje pozycję siostrzaną do amfisben. Jej bliskie pokrewieństwo z Amphisbaenia wspiera 19 cech morfologicznych. Skamieniałość Cryptolacerta miałaby stanowić pierwszy morfologiczny dowód na bliskie pokrewieństwo Lacertidae i Amphisbaenia. Jest ona o co najmniej 20 mln lat młodsza niż ostatni wspólny przodek tych dwóch grup, jednak prawdopodobnie mogła być do niego zbliżona pod względem budowy. Stanowisko to zostało zakwestionowane przez Tałandę (2015). Zmodyfikowana wersja macierzy użytej w analizie Müllera i in. potwierdziła pokrewieństwo z amfisbenami, jednak inna macierz, wykorzystująca wyłącznie dane morfologiczne, zasugerowała, że Cryptolacerta jest bliżej spokrewniona z Lacertidae niż z amfisbenami. Jedną z cech łączących ją z Lacertidae jest obecność dużej kości zaczołowej – utraconej u współczesnych amfisben. Podobieństwa pomiędzy nią a amfisbenami mogą wynikać z ewolucyjnych paralelizmów związanych ze zbliżonym trybem życia, a nie homologii
Na podstawie kształtu i proporcji ciała Cryptolacerta oraz porównaniu ze współczesnymi taksonami zamieszkującymi siedliska zbliżone do eoceńskiego Messel, Müller i in. sugerują, że gad ten nie prowadził w pełni podziemnego życia, lecz prowadził skryty tryb życia wśród spadłych liści, okazjonalnie ryjący w ziemi. Kopanie podziemnych nor mogło być formą obrony przed drapieżnikami lub służyć do zdobywania pożywienia.